# 雲紋尖粉蝶
雲紋尖粉蝶（学名：Appias indra），雲紋尖粉蝶是一種普遍分佈於南部地區的蝴蝶，牠的幼蟲是以鐵色、臺灣假黃楊為寄主植物，幼蟲時僅取時嫩葉部份。成蝶全年可見，其後翅的雲狀斑紋是本種與其他近似種類相異的特徵，喜好吸水或訪花，本種雖然主要分佈於南部，但於2004年曾經於台北地區大量發生，但隔年便消失無蹤。

## 特徵
雲紋尖粉蝶展翅表面底色為白色，其上翅端角區呈現黑色，黑底中有三至四枚大小不一的白斑。下翅的部分，腹面呈現黃褐與紫白班交雜的雲狀斑紋；雌蝶的下翅表面有寬大的黑邊。

## 生態習性
雲紋尖粉蝶主要的發生期是在春、夏兩季，在夏季大發生時，可在台東山區的溪谷觀察到許多的雄蝶群聚於溪床上吸水，更可觀察到雄蝶一隻一隻沿著溪床排列飛行。雌蝶會將卵聚產於寄主的嫩芽或嫩葉上，幼蟲孵化後會以群聚的方式活動，大幼蟲會躲在鄰近嫩葉的成熟葉的葉下表，只有在進食時才會爬至嫩葉。若是觀察到鐵色或台灣假黃楊的嫩葉有被大量啃食，就有機會在嫩葉附近的枝條上發現其幼蟲或是蛹。

## 棲地分佈
分布於台灣全島，約海拔0~3000公尺，但以中南部為主，以嘉義以南之丘陵及低海拔山區、離島龜山島及蘭嶼，另外在中部與北部偶爾會出現不穩定的小族群，偏好出現於有遮蔽的闊葉林環境 。

## 攝食食物
寄主食物：大戟科之鐵色、台灣假黃楊，另外，鐵色屬的交力坪鐵色為稀有植物，幼蟲也會利用。  

## 外部連結
- 臺灣蝴蝶誌 Butterflies in Taiwan  （页面存档备份，存于）